# Notice my mind
「Notice my mind」（ノーティス・マイ・マインド）はhiroの8枚目のシングル。

## 解説
- 2002年7月17日にSONIC GROOVEから発売された。
- 前作「Eternal Place」同様に非常に短いスパンでのリリースとなった。
- 日本テレビ系土曜夜9時ドラマ「探偵家族」挿入歌。
- hiro本人がメロディーを意識しながら歌詞を書き、葉山によって曲が付けられた。
- 2ndアルバム『Naked and True』からの先行シングル。アルバムよりも後に発売が決まり、アルバムとの連動応募抽選企画が実施された。

## 収録曲
1. Notice my mind
作詞：島袋寛子、作曲・編曲：葉山拓亮
2. more close, more feel
作詞：島袋寛子、作曲・編曲：葉山拓亮
3. Notice my mind (Instrumental)
4. more close, more feel (Instrumental)

## 参加ミュージシャン
- 川村ゆみ - Chorus（#1、#2）
- Nozomi Furukawa - Guitar（#1）
- Akio Suzuki - Sax（#1）

## 商品規格
- AVCD-16025 ￥1,050